# Estatua de Cook
La Estatua de Cook (en inglés: Cook Statue) se localiza en la Plaza Victoria, Christchurch, conmemora los tres viajes de James Cook a Nueva Zelanda. La estatua, esculpida por William Trethewey, se dio a conocer el 10 de agosto de 1932 por el Gobernador General, Lord Bledisloe. Fue donada por el filántropo Matthew Barnett (1861-1935). Barnett se había vuelto rico a través de su negocio de apuestas, que dirigió con su socio Peter Grant. En la década de 1890 en Nueva Zelanda, cuando el negocio floreció, necesitaban ser vistos en la continuación del clima de cambio moral y social en Nueva Zelanda.
En 1928, Barnett financió un concurso de arquitectura para una estatua en conmemoración de los tres viajes de James Cook a Nueva Zelanda. William Trethewey (1892-1956) ganó esta competición y fue elegido como el escultor  Este fue la mayor comisión en su carrera hasta ese momento.